# Hans Naumann
Hans Naumann (ur. 13 maja 1886 w Görlitz, zm. 25 września 1951 w Bonn) – niemiecki historyk literatury i folklorysta.

## Wybrane publikacje
- Grundzüge der deutschen Volkskunde, 1922
- Deutsche Dichtung der Gegenwart, 1923
- Germanischer Schicksalsglaube, 1934